# Jasmin Eder
Jasmin Eder (Vienna, 8 ottobre 1992) è una calciatrice austriaca, centrocampista del St. Pölten e della nazionale austriaca.

## Carriera

### Club
Eder si avvicina al calcio fin da giovanissima, iniziando l'attività agonistica all'età di otto anni con il Landhaus Vienna, società con la quale gioca nelle sue formazioni giovanili. Grazie alle prestazioni espresse scala velocemente il passaggio tra le varie categorie del club viennese contribuendo alla vittoria, dal 2007 al 2009, del campionato nazionale con la selezione U-16.
Dal 2007 viene regolarmente inserita in rosa con la prima squadra che disputa l'allora ÖFB-Frauenliga, livello di vertice del campionato austriaco femminile di calcio, condividendo con le compagne la sua migliore prestazione sportiva con il Landhaus Vienna, la finale nell'ÖFB-Pokal nel 2008, dove la sua squadra è stata sconfitta dal Neulengbach 2-6.
Nell'estate del 2009 Eder coglie l'occasione per disputare il suo primo campionato all'estero, sottoscrivendo un contratto con il Bayern Monaco. Nei suoi due anni di permanenza con la società bavarese viene impiegata nella squadra riserve, il Bayern Monaco II, marcando un totale di 18 presenze nel girone Süd della 2. Frauen-Bundesliga, secondo livello del campionato tedesco di categoria.
Scaduti i termini contrattuali, durante la sessione estiva di calciomercato 2011 si trasferisce al Cloppenburg, rimanendo in Germania per giocare nuovamente in 2. Bundesliga, questa volta nel girone Nord, la stagione 2011-2012. A Cloppenburg, sotto la guida del tecnico Tanja Schulte, totalizza 17 presenze in campionato, realizzando 3 reti, alle quali si aggiungono 2 presenze e una rete in Coppa di Germania (DFB-Pokal der Frauen) dove la sua squadra raggiunge i sedicesimi di finale.
Eder lascia il club dopo solo una sola stagione per trasferirsi al Sindelfingen, neo promossa in Frauen-Bundesliga, raggiungendo le connazionali Susanna Höller e Liesi Tieber. Il tecnico Nikolaus "Niko" Koutroubis la impiega fin dalla 1ª giornata di campionato, nella partita casalinga con le campionesse di Germania in carica del Turbine Potsdam, incontro che vede la squadra locale riuscire ad arginare le avversarie solo nel primo tempo crollando nel secondo fino alla pesante sconfitta per 9-1. Nella stagione 2012-2013 totalizza 14 presenze in Bundesligai, alle quali si aggiungono 2 presenze e una rete in Coppa dove la sua squadra si ferma al secondo turno.

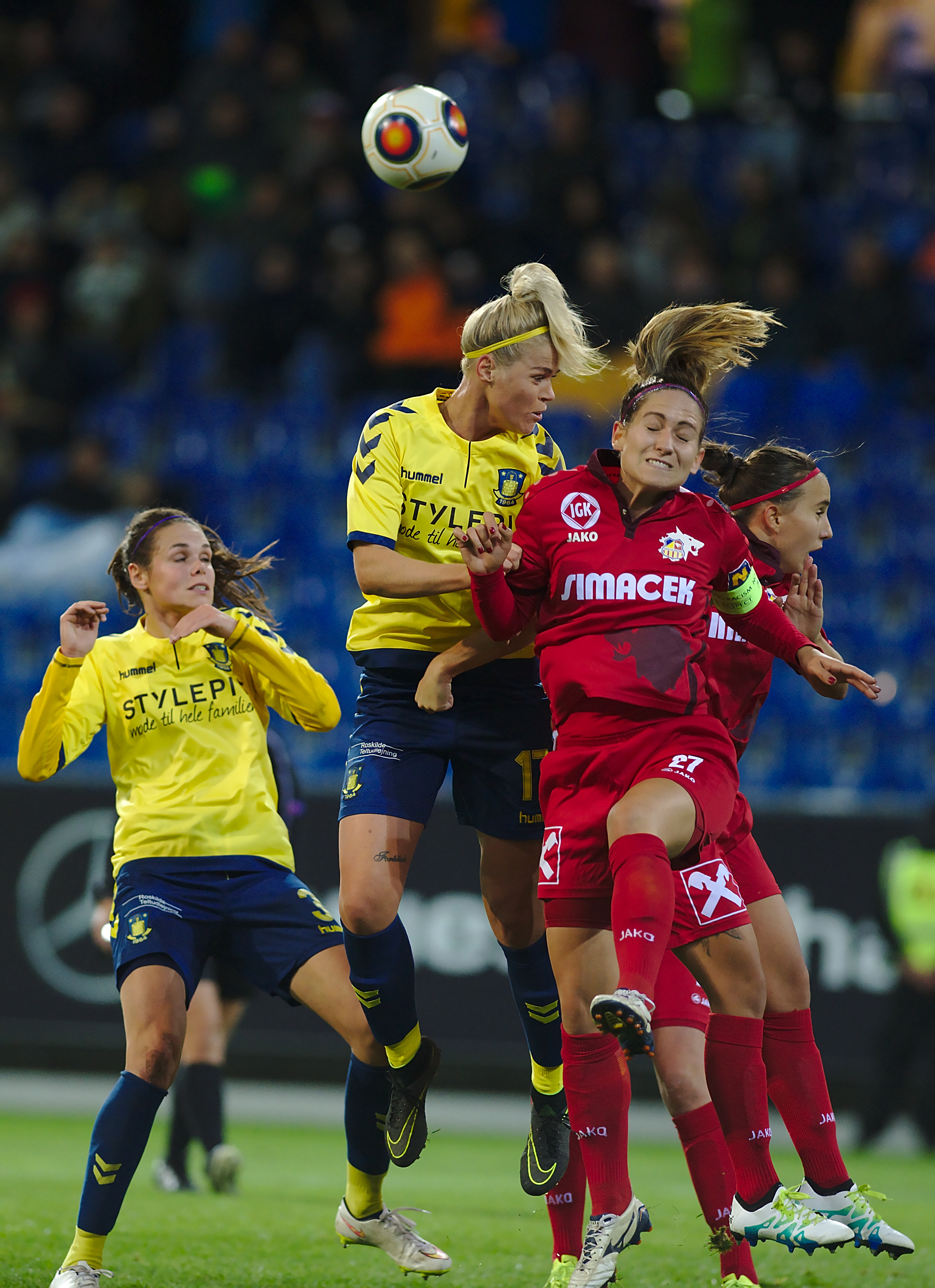
5 ottobre 2016, Julie Tavlo-Petersson, in elevazione sulla sinistra, in contrasto con Eder, in maglia scura, nell'incontro dei sedicesimi di UEFA Women's Champions League 2016-2017 vs.

Per la stagione 2013-2014 decide di far ritorno in Austria, sottoscrivendo un accordo con il St. Pölten-Spratzern, reparto calcio scorporato dal Spratzern, vicecampionesse dietro il Neulengbach e detentrici della Coppa d'Austria, iniziando il suo periodo più ricco di trofei in carriera. Alla sua prima stagione la squadra bissa il successo in Coppa, per poi inanellare un doppio double campionato-coppa nelle sue successive. Sempre nella stagione d'esordio Eder ha l'opportunità di fare il suo esordio in UEFA Women's Champions League grazie al secondo posto dello Spratzern nel campionato 2012-2013, debuttando nei sedicesimi di finale della stagione 2013-2014 e dove la sua squadra viene subito eliminata dalle italiane della Torres. Con la sola interruzione della stagione successiva, disputa anche l'edizione 2015-2016 di Champions League, venendo eliminata dalle avversarie già ai sedicesimi di finale, dalle italiane dell'AGSM Verona.
Il 17 giugno 2016, il dipartimento di calcio si è separato quando l'FSK St. Pölten è stato incorporato nell'SKN St. Pölten, e la squadra si iscrive al campionato 2016-2017 con la nuova denominazione St. Pölten. Eder continua a rimanere legata alla società anche nelle stagioni successive, con la squadra che rimane leader incontrastata inanellando un triplo double campionato-coppa nelle stagioni 2016-2017, 2017-2018 e 2018-2019, successi interrotti nella successiva per la sospensione dei tornei decisa dalla federcalcio austriaca a causa della pandemia di COVID-19. Grazie a questi successi Eder e compagne continuano a disputare la Champions League, con la squadra che non riesce a superare i sedicesimi di finale nell'edizione 2016-2017, eliminata dalle danesi del Brøndby, 2017-2018, eliminata dalle inglesi del Manchester City, 2018-2019, eliminata dalle francesi del Paris Saint-Germain e 2019-2020, eliminata dalle olandesi del Twente.

### Nazionale
Eder inizia ad essere convocata dalla federcalcio austriaca (Österreichischer Fußball-Bund - ÖFB) fin dal 2007, vestendo la maglia della formazione Under-19 fino al 2011, quando gioca la sua ultima partita al termine della fase élite di qualificazioni all'Europeo di Italia 2011, dove segna una rete, quella che fissa il risultato sul 10-0 inflitto alle avversarie pari età della Lettonia, e la sua squadra fallisce l'accesso alla fase finale.
Sempre del 2011 è la sua prima convocazione nella nazionale maggiore, chiamata dal commissario tecnico Dominik Thalhammer in occasione delle qualificazioni all'Europeo di Svezia 2013, dove al 75' rileva Lisa Makas nell'incontro del 22 ottobre 2011 perso in casa della Danimarca per 3-0. Thalhammer continua a darle fiducia negli incontri successivi del gruppo 7 della fase a gironi, dove l'Austria si classifica al secondo posto accedendo ai play-off che determineranno le altre tre nazionali che accedono alla fase finale. Nel doppio scontro diretto con le avversarie della Russia Eder disputa la partita di ritorno, terminata sull'1-1, che decreta a seguito della vittoria delle russe per 2-0 all'andata, il mancato accesso all'europeo.

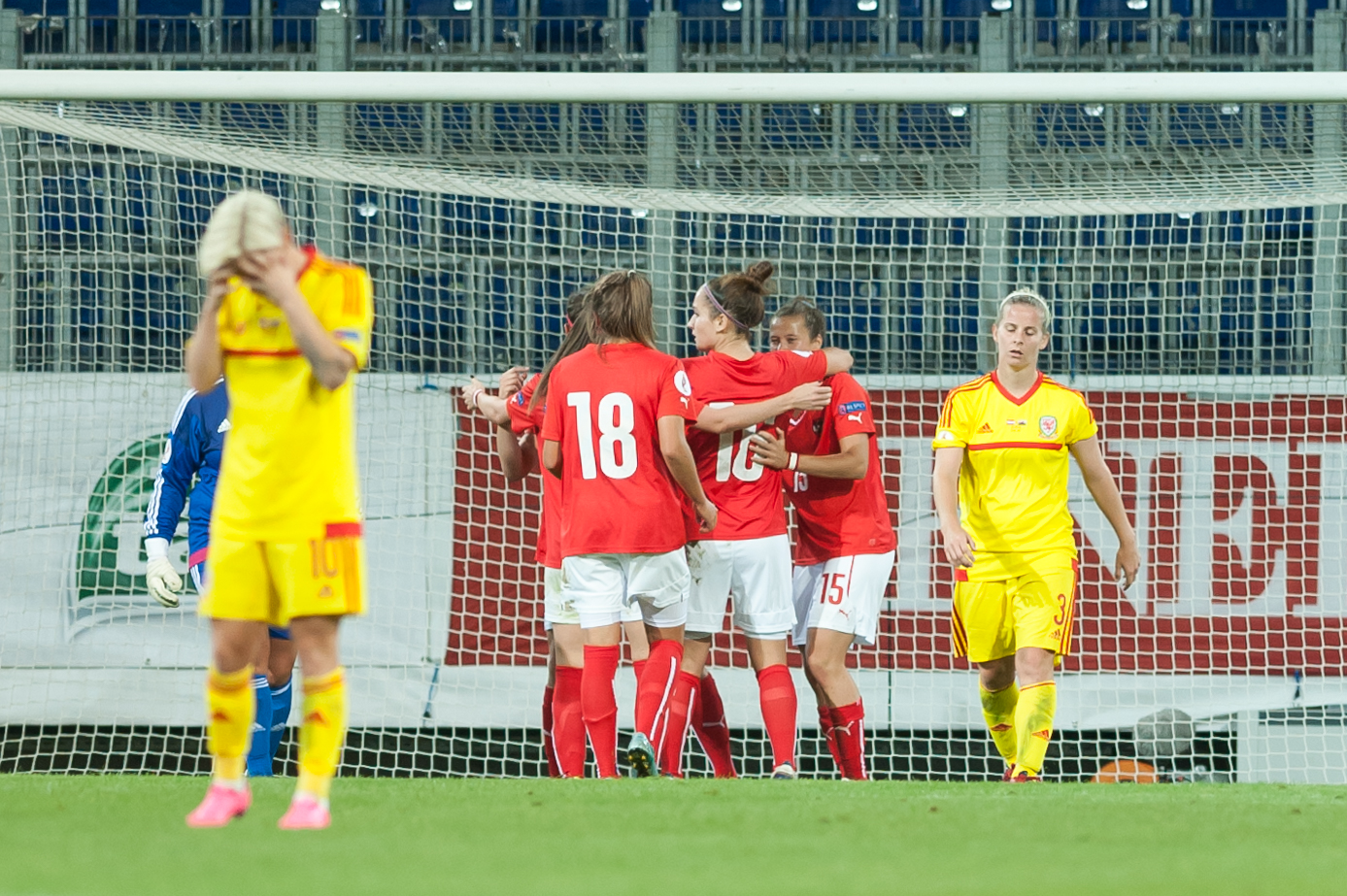
Sankt Pölten, 22 settembre 2015, qualificazioni, gruppo 8, all'Europeo dei Paesi Bassi 2017: Eder, di spalle, col numero 16, festeggia con le compagne Laura Feiersinger (18) e Nicole Billa (15) dopo una rete nella vittoria per 3-0 sul.

Thalhammer in seguito la convoca per le qualificazioni al Mondiale di Canada 2015, durante il quale scende in campo in tre incontri del gruppo 7 della zona UEFA, condividendo con le compagne il secondo posto nel girone, frutto di 7 vittorie e 3 sconfitte, dietro la Francia, risultato che però non è sufficiente per accedere ai play-off per l'ultimo posto disponibile.
Nuovamente inserita in rosa da Thalhammer per le qualificazioni all'Europeo dei Paesi Bassi 2017 Eder condivide con le compagne il percorso che vedono l'Austria conquistare il suo primo accesso al torneo UEFA. Viene impiegata in 5 degli 8 incontri disputati dalla sua nazionale nel gruppo 8, dove con 5 vittorie, 2 pareggi e una sola sconfitta si classifica al secondo posto del girone dietro alla Norvegia, risultato che nel raffronto tra le seconde classificate la colloca al quinto posto e la conseguente prima storica qualificazione a un campionato europeo. la sua squadra si rivela un'outsider, capace di concludere, grazie alle due vittorie e al pareggio in recupero della Francia, unico incontro dove Eder scende in campo, al primo posto il gruppo C nella fase a gironi, superando in seguito i quarti di finale, eliminando la Spagna dopo i tiri di rigore dopo aver concluso a reti inviolate i tempi regolamentari, ma interrompendo la corsa al titolo in semifinale, eliminata ai rigori dalla Danimarca dopo che nuovamente i tempi regolamentari si erano conclusi sullo 0-0.
Nel frattempo le potenzialità dell'Austria erano state svelate dalla vittoria all'edizione 2016 della Cyprus Cup, dove nella finale del 9 marzo 2016 le austriache si aggiudicano il trofeo battendo la Polonia con il risultato di 2-1. Thalhammer la convoca per il torneo cipriota impiegandola in tutti i quattro incontri disputati dalla sua nazionale. In seguito la inserisce in rosa anche nelle edizioni successive, dove in quella 2017, tre presenze per lei in quell'occasione, sigla anche la sua prima rete nel torneo, quella che fissa il risultato sul 3-0 con la Nuova Zelanda nel gruppo B della fase a gironi. Nell'edizione 2018 matura due presenze, con la squadra che non riesce ad andare oltre il settimo posto, guadagnato ai tiri di rigore dopo l'1-1 sul Galles, e in quella successiva, impiegandola in tutti i quattro incontri della sua nazionale, con la squadra che si classifica al quarto posto dopo aver perso la sfida con il Belgio ai rigori, ancora una volta dopo aver concluso i tempi regolamentari a reti inviolate, e dove Eder è la terza tra le rigoriste designate, e che fallendo il tiro dagli 11 metri sarà tra le protagoniste negative nella sconfitta.
Eder disputa inoltre l'Istria Cup nel 2015, con l'Austria che si classifica al terzo posto.

## Palmarès

### Club
- Campionato austriaco: 5

St. Pölten-Spratzern: 2014-2015, 2015-2016
St. Pölten: 2016-2017, 2017-2018, 2018-2019
- Coppa d'Austria: 6

St. Pölten-Spratzern: 2013-2014, 2014-2015, 2015-2016
St. Pölten: 2016-2017, 2017-2018, 2018-2019

### Nazionale
- Cyprus Cup: 1

2016